# Gefahrenbereich
Der Gefahrenbereich ist der Bereich einer möglichen Unglücksstelle, in dem Gefahren für das Leben oder die Gesundheit von Menschen oder Tieren, Schäden an der Umwelt oder Sachgegenständen drohen oder bereits eingetreten sind.
Die Bestimmung der Größe und Lage des Gefahrenbereiches ist wesentlicher Teil der Planung eines Einsatzes und wird vom Einsatzleiter (in der Regel der Feuerwehr) durchgeführt.

## Feuerwehr
Während die Feuerwehr-Dienstvorschrift (FwDV) 100 Führung und Leitung im Einsatz sehr allgemein den Gefahrenbereich definiert (s. o.), wird dieser, je nach Einsatzart, durch andere Feuerwehr-Dienstvorschriften präzisiert. Unterschieden wird dabei zudem oftmals zwischen einem Gefahren- oder Arbeitsbereich, in dem nur die entsprechend ausgerüsteten (geschützten) Trupps arbeiten dürfen und einem deutlich größeren Absperrbereich, in dem weitere Trupps denjenigen im Gefahrenbereich zuarbeiten können:
- Für die technische Hilfeleistung bei Fahrzeugunfällen wird ein Arbeitsbereich von 5 Metern um das Fahrzeug sowie ein Absperrbereich von 10 Metern um die Unfallstelle vorgeschrieben[2].
 Den Arbeitsbereich erkennt man an den direkt angrenzenden Ablageplätzen: Die Geräteablage dient den äußeren Trupps zur Bereitstellung aller technischen Geräte für den Trupp im Gefahrenbereich. Des Weiteren gibt es eine Schrottablage und einen Vorbereitungsbereich für den Rettungsdienst[3].
- Für Gefahrgutunfälle wird ein Gefahrenbereich von mind. 50 Metern und ein Absperrbereich von mind. 100 Metern um die Unglücksstelle vorgegeben[4].
 Der Gefahrenbereich im Gefahrguteinsatz besitzt mit dem Dekontaminationsplatz sogar einen definierten Ausgang.
- Bei Brand- bzw. Atemschutzeinsätzen ist der Gefahrenbereich der Bereich, in dem Gefahren durch Atemgifte (Brandrauch) oder Sauerstoffmangel zu erwarten sind[5].
- Bei Sprengstoffen sind Gefahrenbereiche von bis zu 1000 m Radius einzuhalten.

Die Definitionen dieser Vorschriften gelten jedoch nur für bestimmte Tätigkeiten und taktische Maßnahmen. Die FwDV 100 gilt dagegen grundsätzlich für alle Einsätze.
Die gemachten Angaben sind immer als Richtwerte und nicht als Fixwerte anzusehen. Je nach Einsatzlage kann dieser Abstand verkleinert oder vergrößert werden:
- Beispielsweise soll beim Austritt giftiger Gase der Gefahrenbereich in Windrichtung vergrößert werden oder
- bei Unfällen auf der Autobahn kann der Gefahrenbereich auf die Spuren einer Fahrtrichtung beschränkt werden, wodurch eine Ausweitung auf die Gegenfahrbahn vermieden werden kann.